# Parafia św. Mikołaja w Zakrzowie
Parafia Świętego Mikołaja w Zakrzowie – parafia rzymskokatolicka, znajdująca się w diecezji opolskiej, w dekanacie Łany. 
Parafia składa się z kilku miejscowości, a są to Zakrzów, Jaborowice (numery 5,9,11,13,17), Steblów, Sukowice (ul. Kolejowa i ul. Zwycięstwa numery 1- 33 i 2-20). Już w 1285 r. wspominany jest proboszcz Bogusław, a w 1305 r. parafia w wykazie dziesięcin w Liber fundationis episcopatus  Vratislaviensis, potwierdzona w 1418 r. wśród parafii w archiprezbiteracie kozielskim, obejmowała Zakrzów, Steblów i Byczynice.  W przeszłości wzniesiono kilka razy świątynię parafialną (m.in. w 1687 r. po protestantyzacji) a obecny kościół wybudowana w 1831 r. i rozbudowano w 1895r. w stylu neobarokowym. Aktualnie parafię zamieszkuje około 1000 wiernych. Kościół parafialny wybudowany w 1831 roku, początkowo pod wezwaniem św. Wawrzyńca, a aktualnie pod wezwaniem św. Mikołaja. Odpust parafialny obchodzony jest 08 września w Narodzenie NMP. W parafii znajduje się od 1934 roku, klasztor Sióstr św. Jadwigi Śląskiej prowincji Katowickiej, w którym posługują trzy siostry. Parafia posiada stronę internetową: https://parafiazakrzow.pl/start.html

## Galeria

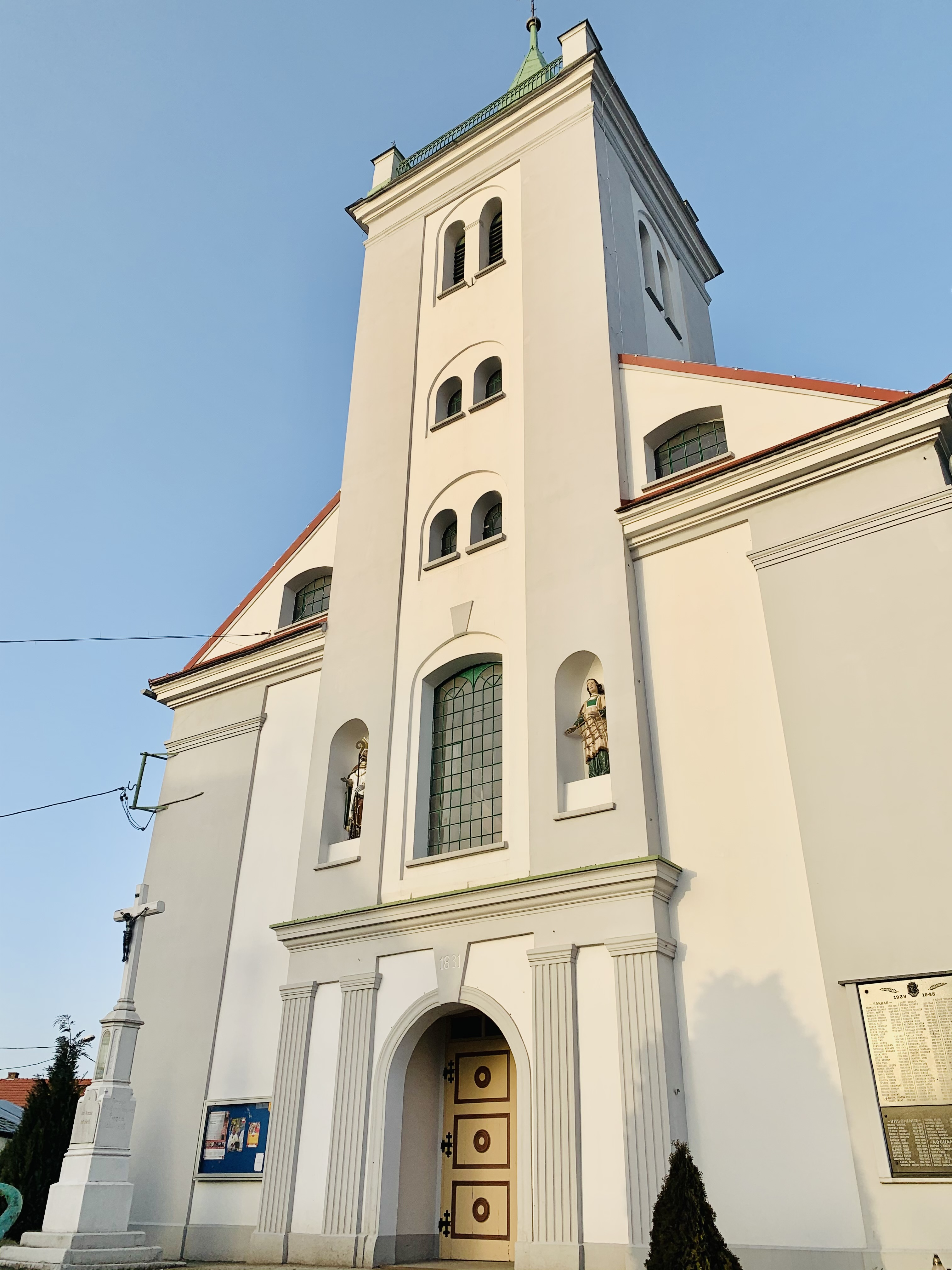
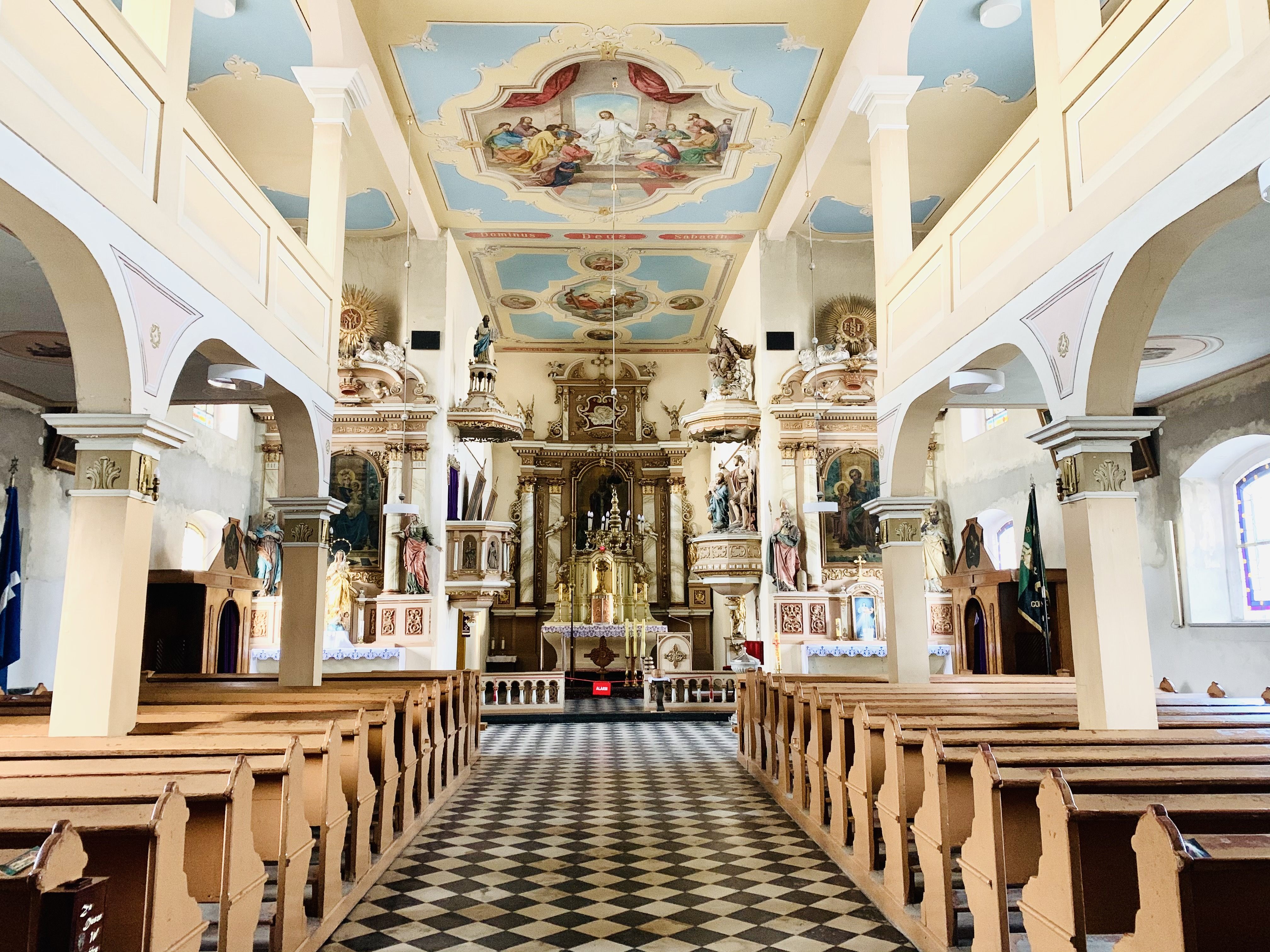
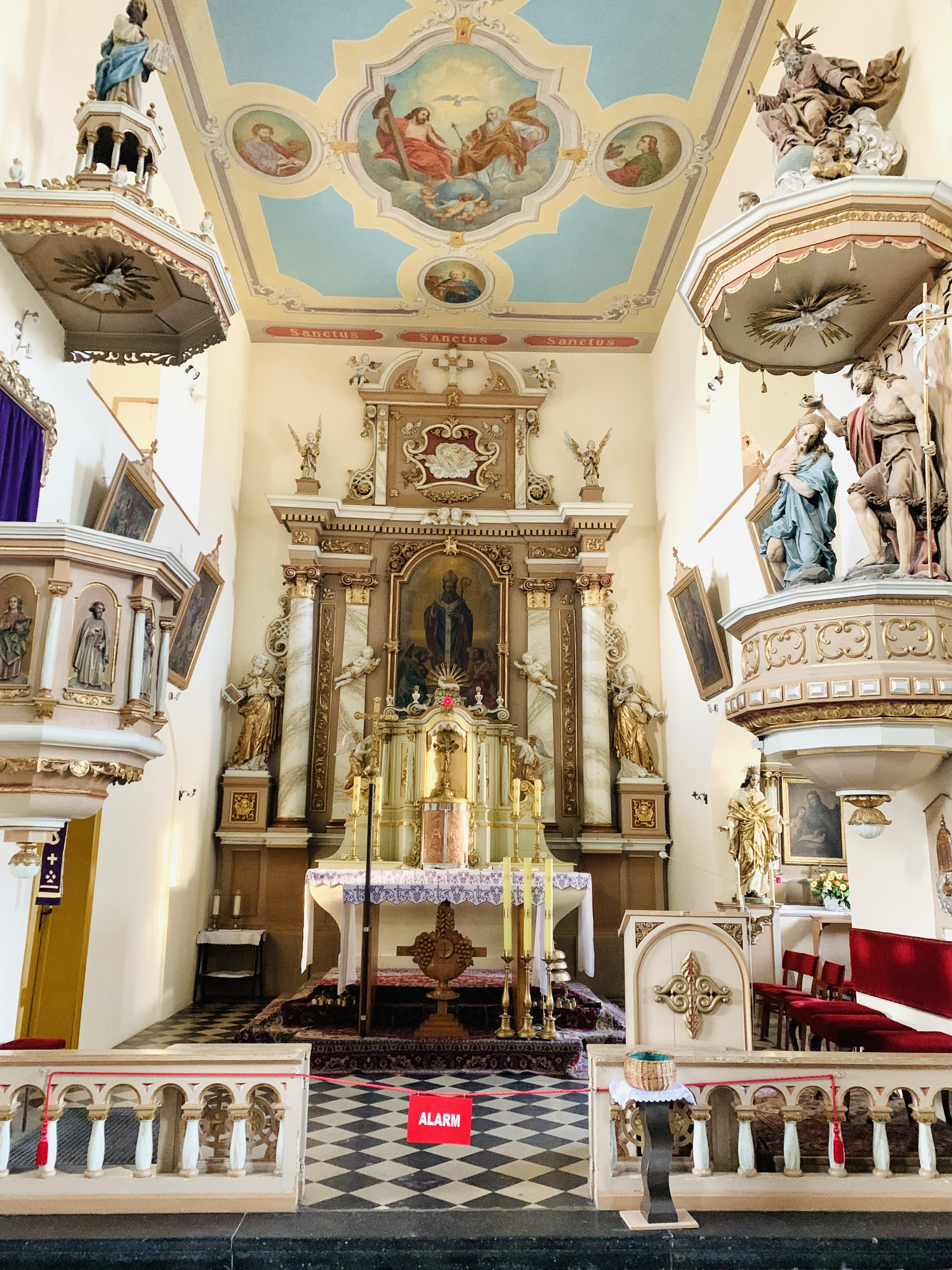
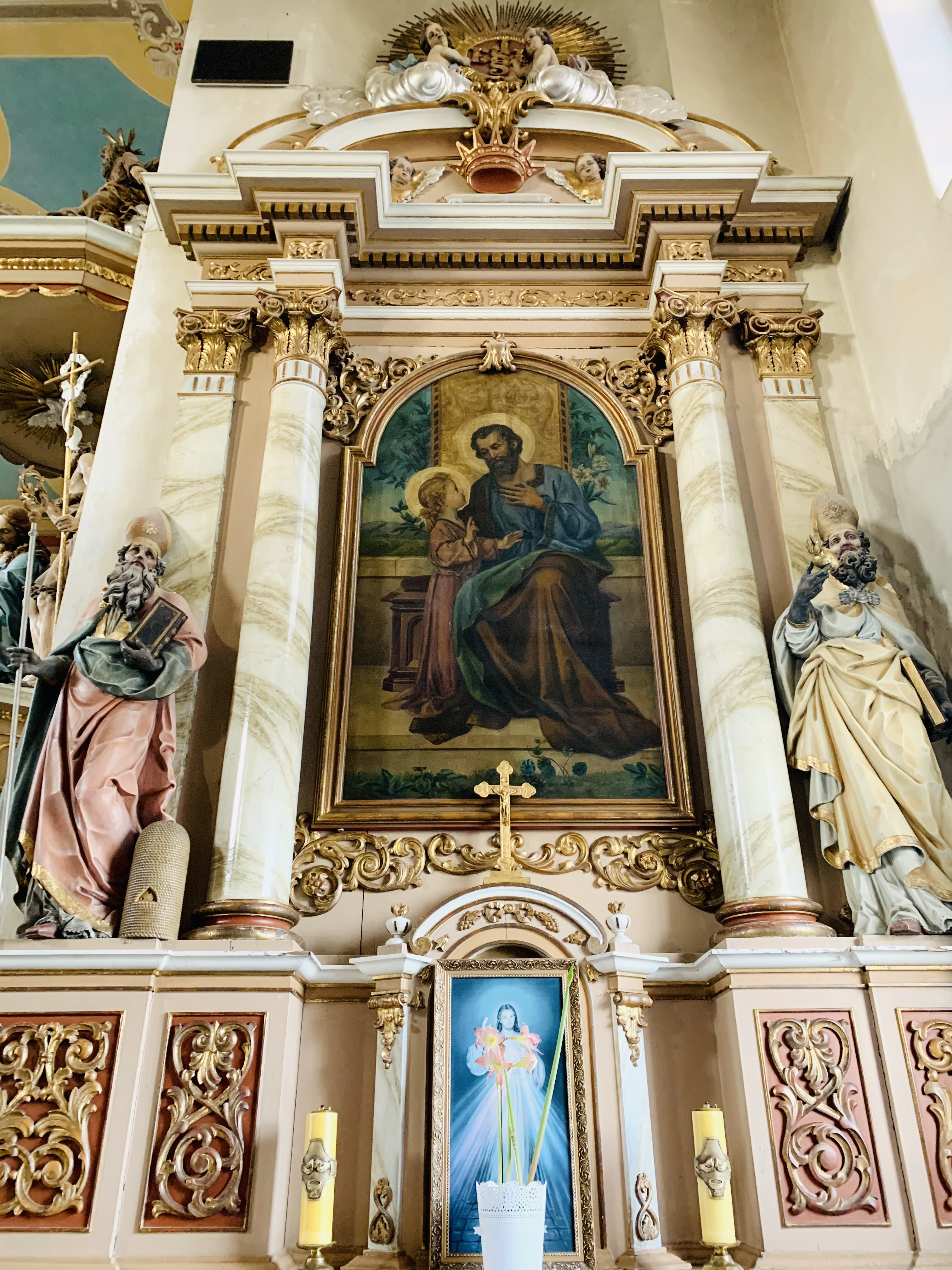
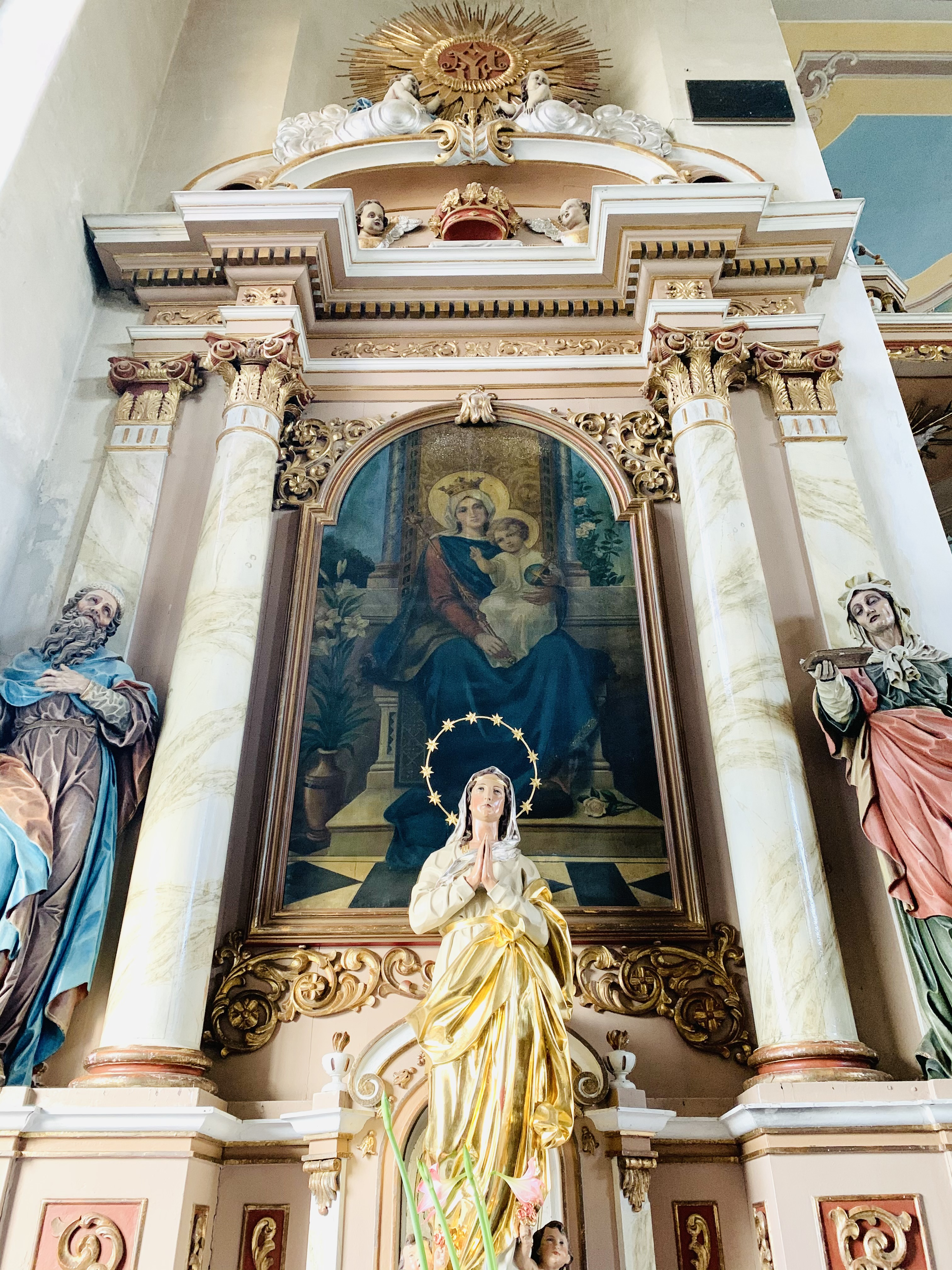
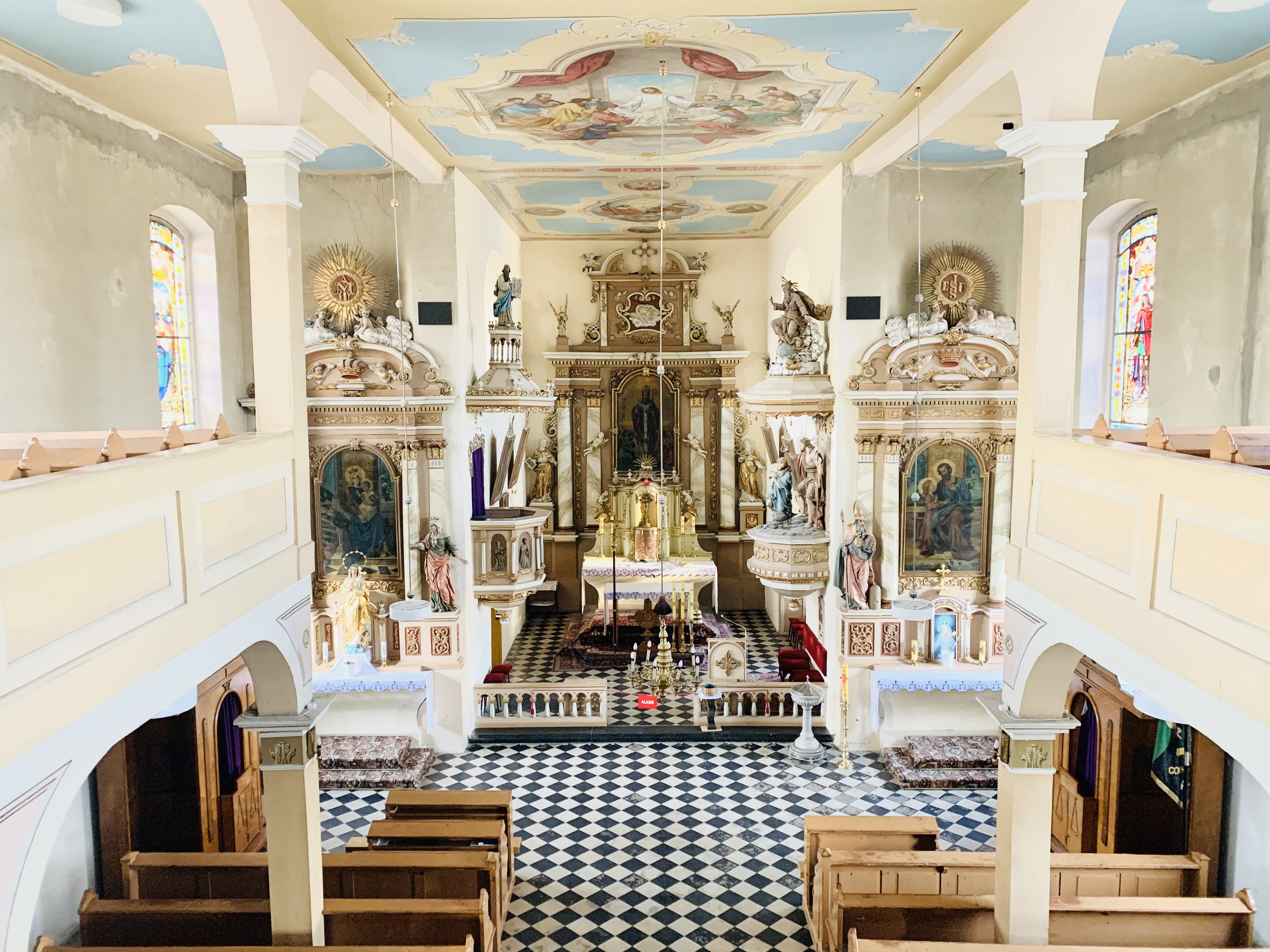
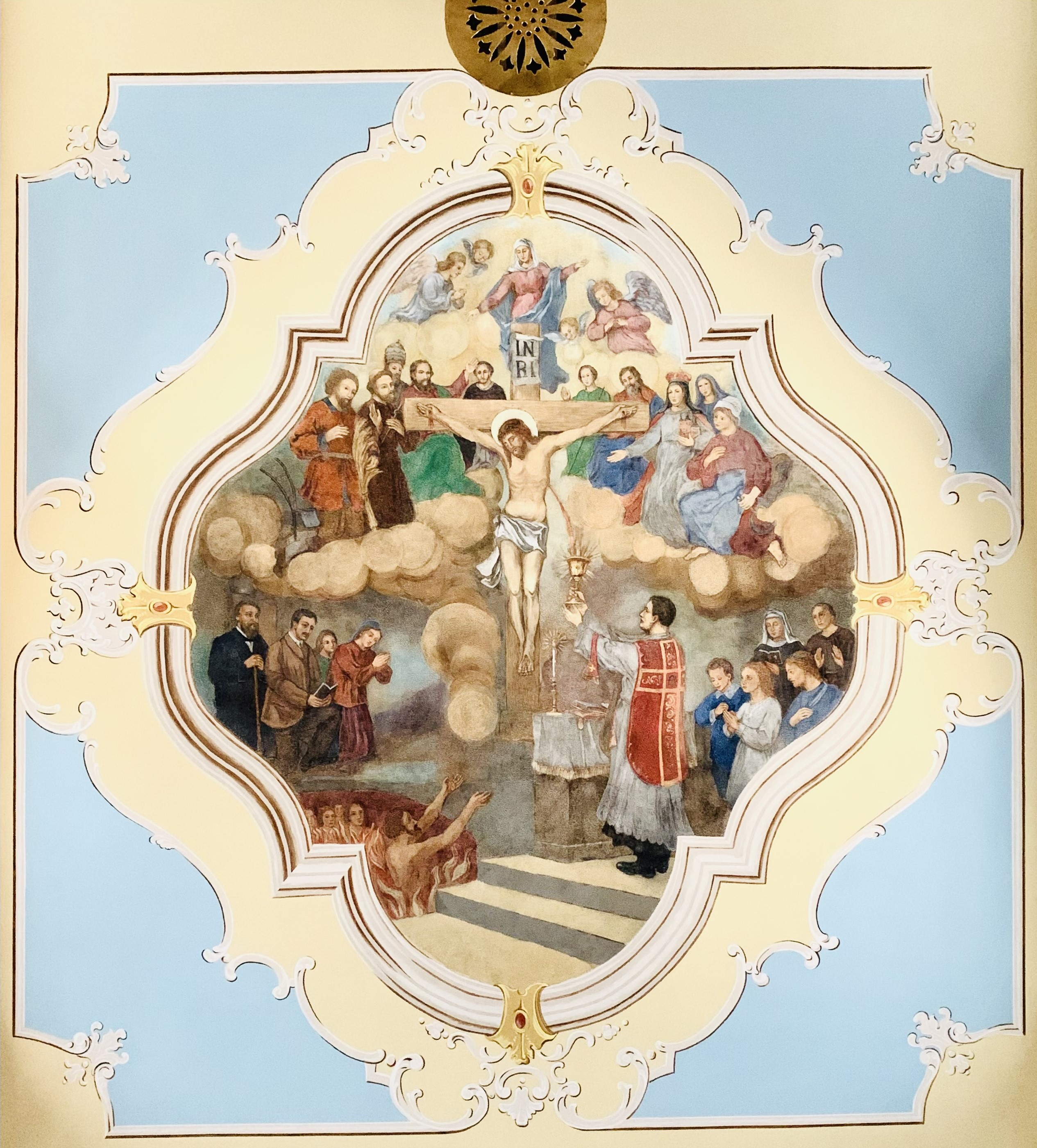
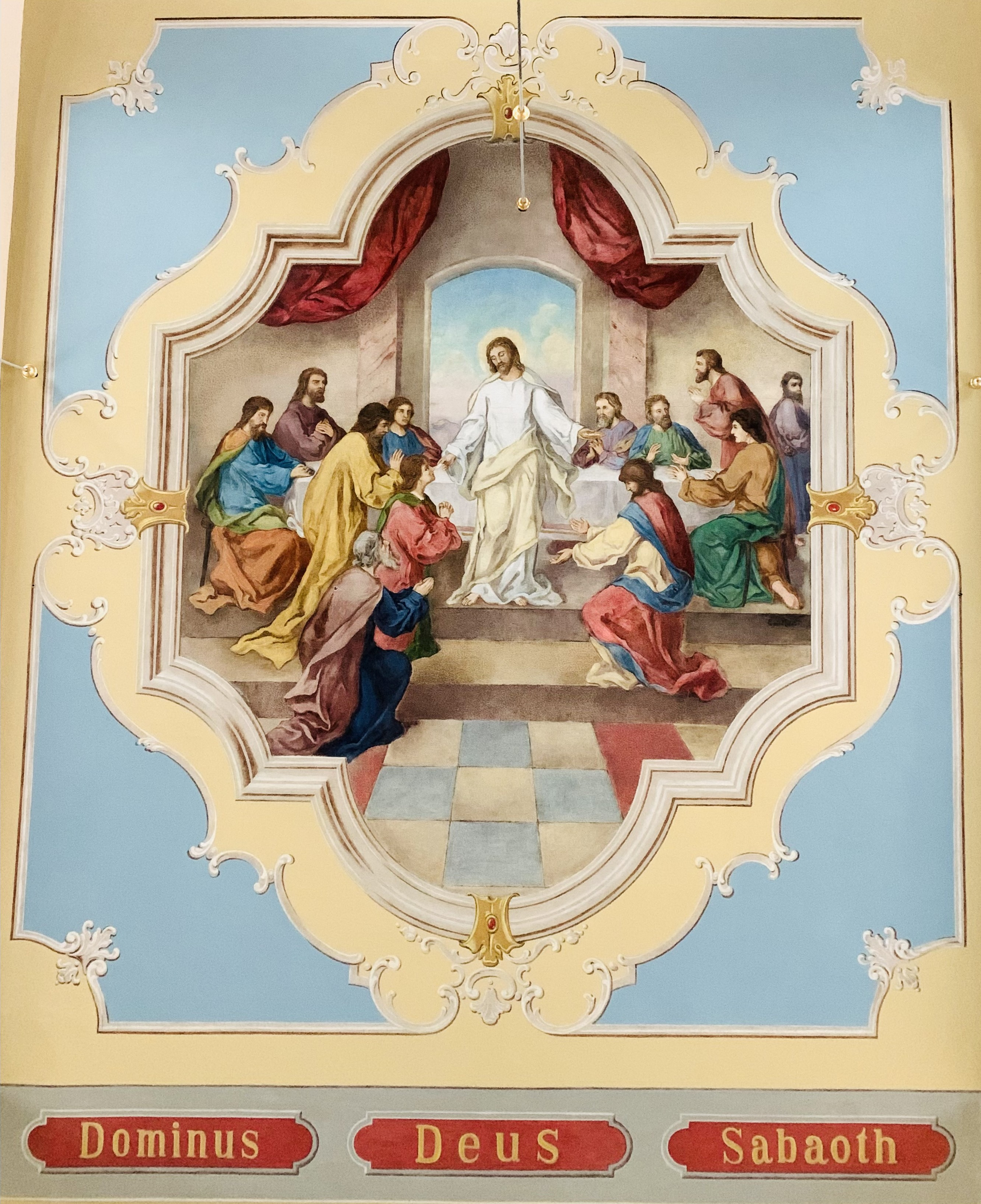